# 楊秋忠
楊秋忠（1948年5月29日—），台灣男性微生物學家、中央研究院院士、教育部終生榮譽國家講座主持人，現擔任國立中興大學土壤環境科學系兼任教授及講座教授。致力於台灣微生物肥料研究、發掘微生物新資源，並首創有機廢棄物革命性的快速處理技術。

## 經歷
楊秋忠出生於國姓鄉水長流，是家中的長男。台中市二中畢業後獲得國立中興大學植物系學士、糧食作物研究所碩士。碩士畢業後進入中央研究院植物所擔任助理研究員，1975年獲美國東西文化交流中心之留學獎學金，進入美國夏威夷大學農藝及土壤學系深造，獲得博士之後進入同校的農業生化研究所擔任博士後研究一年半，1980年回國於母校國立中興大學土壤學系任教至今。曾任國立中興大學副校長。

## 研究
楊秋忠目前的研究方向有微生物肥料、有機廢棄物處理技術、植物與土壤肥料關係、環境生物復育技術。並在有機廢棄物處理上提出革命性的環保技術，以3小時內取代傳統2~4個月之堆肥，讓傳統有機廢棄物處理之惡臭、污染問題，轉化成無汙染處理方式，該項研究並發表於Nature 2007 Spotlight on Taiwan （页面存档备份，存于）。

## 榮譽
- 獲選為中央研究院院士(2016)[4][5]
- 斐陶斐榮譽學會 傑出成就獎(2016)
- 教育部：優秀教育人員獎(1992)、特優教師獎(1994)、學術獎(1999)、國家講座(第9屆, 2006-2008)、終身榮譽國家講座(第13屆, 2010-終身)
- 國科會：傑出研究獎(第1,3,5,7,9屆,連續五次共十年,1985-1995)、特約研究人員(1996-2002)、傑出特約研究員獎(2003)、技術移轉個案獎(2008)、50科學成就(2009)
- 國立中興大學：研究傑出獎(2004)、講座教授(2005 to now)、生命科學系傑出系友(2006)、傑出校友(2012)
- 國際環境科學委員會（Scientific Council of Environment，簡稱SCOPE）第一屆環境終身成就獎(2010)[6] (註：另一得獎人Dr. Bedrich Moldan教授為捷克Charles大學環境中心創始人並曾任環境部部長[7]]
- 國立成功大學環境研究中心第二屆國際環境生物復育科技榮譽獎(2005)
- 行政院傑出科技貢獻獎(2004)

## 家庭
楊秋忠的夫人是台中內新國小退休教師洪桂英，兩人育有二子。

## 相關著作
- 《Soil and Fertilizer: Concepts and Practice]》 Airiti Press Inc. 出版日期2014/08/01，ISBN：9789865663018
- 《科技與藝文人生》 國立中興大學. 出版日期2020/10/01，ISBN：9789869901444

## 外部連結
- 國立中興大學土壤環境科學系楊秋忠網頁
- 國立中興大學土壤環境微生物及生化實驗室楊秋忠網頁 （页面存档备份，存于）
- 楊秋忠快速處理技術 （页面存档备份，存于）
- 興大人物誌 Ep.3 土壤醫生 楊秋忠院士 （页面存档备份，存于）